# Mikail Özerler
Mikail Özerler rodným jménem Mihael Žgank (* 1. února 1994 e, Slovinsko) je slovinský zápasník – judista, který od roku 2018 reprezentuje Turecko.

## Sportovní kariéra
Pochází z obce Migojnice nedaleko Celje. Připravuje se v Celji v klubu Z'dežele Sankaku v tréninkové skupině vedené Marjanem Fabjanem a jeho asistenty. Mezi seniory se pohybuje od roku 2014 ve střední váze. V roce 2016 se kvalfikoval na olympijské hry v Riu, kde podlehl v úvodním zápase Srbu Aleksandaru Kukoljovi na ippon technikou tani-otoši.
V roce 2017 na podzim po svém úspěchu na mistrovství světa v Budapešti přijal lukrativní nabídku reprezentovat Turecko. V březnu 2018 byl jeho přestup posvěcen slovinskou stranou a vyhnul se tak nepříjemnému dvouletému čekání na start za novou zemi.

### Vítězství
- 2015 - 1x světový pohár (Kluž, Tchaj-wan)
- 2016 - 1x světový pohár (Tunis)

## Výsledky
| Olympijské hry     |     |     | —   |     |     |    | úč. |     |     |    |  |  |  |  |  |  |  |  |  |  |  |  |  |  |  |  |  |
| Mistrovství světa  | —   | —   |     | —   | —   | —  |     | 2.  | úč. |    |  |  |  |  |  |  |  |  |  |  |  |  |  |  |  |  |  |
| Evropské hry       |     |     |     |     |     | 7. |     |     |     | 1. |  |  |  |  |  |  |  |  |  |  |  |  |  |  |  |  |  |
| Mistrovství Evropy | —   | —   | —   | úč. | úč. | 7. | úč. | úč. | —   | 1. |  |  |  |  |  |  |  |  |  |  |  |  |  |  |  |  |  |
| ME do 23 let       | —   | —   | úč. | —   | 3.  | —  | 7.  |     |     |    |  |  |  |  |  |  |  |  |  |  |  |  |  |  |  |  |  |
| MS juniorů         | —   | úč. |     | úč. | —   |    |     |     |     |    |  |  |  |  |  |  |  |  |  |  |  |  |  |  |  |  |  |
| ME juniorů         | —   | 3.  | 3.  | —   | úč. |    |     |     |     |    |  |  |  |  |  |  |  |  |  |  |  |  |  |  |  |  |  |
| ME dorostenců      | úč. |     |     |     |     |    |     |     |     |    |  |  |  |  |  |  |  |  |  |  |  |  |  |  |  |  |  |